# Toxorhina
Toxorhina (лат.) — род двукрылых семейства болотниц из подсемейства Limoniinae.

## Описание
Усики 12-ти члениковые. Отличаются от большинства болотниц удлиненным хоботком, он длиннее головы и груди вместе взятых. Жилкование крыла сильно редуцированно.

## Классификация
В современной фауне насчитывается 152 вида. В составе рода выделяют три подрода Ceratocheilus, Toxorhina и Eutoxorhina.

## Палеонтология
В ископаемом виде известны пять видов обнаруженые в России, Польше, Мексике, Доминиканской республике и на Мадагаскаре. Древнейшие из которых найдены в балтийском янтаре.

## Распространение
Современный ареал охватывает Неарктику, Неотропику, Афротропику, Ориентальную область и Австралазию.